# مسجد یکن‌آباد
مسجد یکن آباد در شهرستان بهار، بخش مرکزی، روستای یکن آباد واقع شده و این اثر در تاریخ ۲۵ اسفند ۱۳۷۹ با شمارهٔ ثبت ۳۲۴۳ به‌عنوان یکی از آثار ملی ایران به ثبت رسیده‌است.